# Who Are You (canción)
«Who Are You» es una canción escrita por Pete Townshend de la banda de rock británico The Who. Es la canción que da título al álbum de 1978, último trabajo del baterista de la banda Keith Moon, antes de su muerte en septiembre del mismo año. La canción se convirtió en uno de los mayores éxitos de la banda en Estados Unidos alcanzando el puesto #14, y el #7 en Canadá.

## Letra
La canción comienza con un incidente real, por cortesía del alcoholismo de Pete. Afirma que en realidad se despertó «en una puerta Soho» y un policía lo reconoció y le aconsejó ir a casa.
La versión del álbum incluye un tercer verso en comparación con el sencillo editado que es mucho más corto. Además, un «verso perdido» mezcla de la canción fue lanzado en la reedición del disco en 1996, con un segundo verso completamente diferente.
De forma inusual, la canción contiene en dos instancias la palabra «fuck», en el 2:16 y 05:43 (a las 2:14 y 4:27 en el sencillo editado), sin embargo, no ha tenido censura y es tocada de aquella manera en las estaciones de radio. Los improperios, aunque aplacados por la batería de Moon, son sin embargo bastante audibles. Esto dio lugar a una controversia en la edición por la ABC, de la canción en el Live 8. En el sencillo de Estados Unidos, se sustituyeron aquellas palabras por la frase «Who the hell are you?», oyéndose en el 1:55.

## Video
Un video promocional fue grabado el 9 de mayo de 1978 para el documental de la banda The Kids Are Alright. La idea era grabar la canción con la base de fondo, escuchándose en vivo sólo la voz de Roger Daltrey. Finalmente, se optó por grabar las guitarras, la batería y el piano también. Sólo el bajo de John Entwistle, los coros, y el sintetizador, permanecieron intactos de la versión original.

## Presentaciones en vivo
La canción fue interpretada por primera vez en vivo en el Gaumont State Cinema, en Kilburn, el 15 de diciembre de 1977, aunque sin sintetizadores y con sólo una parte de la letra. A pesar de ser aquella la primera interpretación, esta canción tiene sus raíces en improvisaciones en los conciertos de 1976, particularmente en el Maple Leaf Gardens en Toronto, el 21 de octubre de 1976, con el coro «Who are you» de Townshend, donde fue la última aparición de Keith Moon con The Who en América del Norte.
La primera interpretación en vivo de la canción, acompañada esta vez de los sintetizadores (a través de una cinta de apoyo) fue en el Rainbow Theatre, en Londres el 2 de mayo de 1979, en el primer show en vivo de Kenney Jones con la banda. Desde entonces, se ha mantenido como una canción fija en las presentaciones de la banda. La canción fue colocada en el medley del concierto realizado en el Super Bowl XLIV en 2010. En presentaciones posteriores, Daltrey ayudó instrumentalmente con la guitarra acústica.

## En la cultura popular
- Se utilizó en el tráiler de la película de suspenso The Long Kiss Goodnight.
- Se utilizó en el tráiler de la película de animación Horton Hears a Who!
- Es el tema de cabecera de la serie de televisión de la CBS, CSI: Crime Scene Investigation.
- Una versión modificada se utilizó en la apertura de la serie de televisión Two and a Half Men, en el episodio «Fish in a Drawer».
- El videojuego Rock Band, ofrece la canción como parte de un paquete de 12 pistas para descargar de The Who.
- The  Worthless Peons (The Blanks), de la serie de televisión Scrubs, realizan una interpretación de la canción en el episodio «My Identity Crisis».
- La canción fue utilizada en un anuncio el 2009 para un episodio de Doctor Who, haciendo un juego de palabras con «Who».
- La canción se ha usado en múltiples versiones del reality show The Masked Singer como tema principal.